# Bristol Beaufort
Il Bristol Beaufort era un aerosilurante bimotore ad ala media prodotto dall'azienda britannica Bristol Aeroplane Company tra i tardi anni trenta ed i primi anni quaranta.
Adottato dalle forze aeree di diversi paesi appartenenti al Commonwealth britannico, venne impiegato principalmente durante la seconda guerra mondiale.

## Storia del progetto
Nell'estate del 1935 in Gran Bretagna vi era un certo fervore per il rinnovo degli aerei da combattimento della RAF e l'Air Ministry emise diverse specifiche, tra le quali le Design Specifications M.15/35 e G.24/35. La prima riguardava un aerosilurante basato a terra mentre la seconda era volta alla ricerca di un velivolo triposto da ricognizione e bombardamento con il quale sostituire gli Avro Anson. La Bristol rispose alla richiesta per l'aerosilurante con il Type 150 che fu presentato nel novembre 1936, seguito subito dopo dal Type 152 in grado di soddisfare entrambe le specifiche, gareggiando così alla pari con l'unico altro concorrente, il Blackburn Botha.

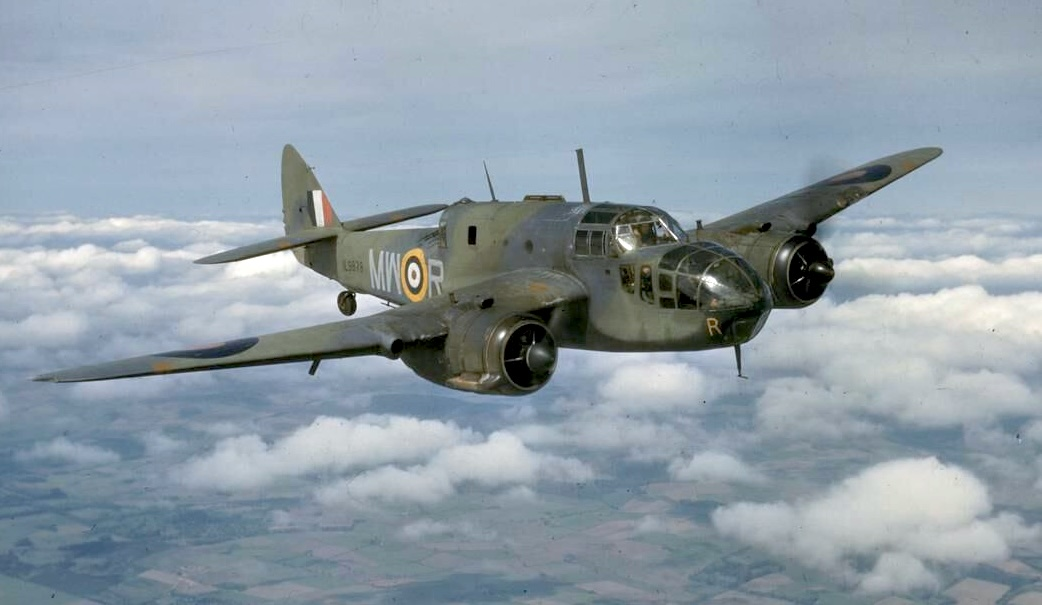
Un Beaufort immortalato in volo da un operatore della RAF

Date le caratteristiche dei progetti presentati, il 13 dicembre 1935 il Director of Technical Development decise di fondere le specifiche ed il 23 gennaio 1936 ebbe così origine la Production Specification 10/36: tra le modifiche richieste, l'Air Ministry stabilì obbligatoriamente che l'equipaggio doveva essere composto da quattro persone. I progettisti della Bristol (inizialmente guidati dal capitano, ed ingegnere, Frank Barnwell, deceduto il 2 agosto del 1938) realizzarono ampie modifiche alla sezione centrale della fusoliera del nuovo velivolo che finì per differenziarsi sensibilmente da quella del Blenheim IV e del Bolingbroke (dai quali il progetto del Type 152 discendeva direttamente) in ragione della maggior sezione verticale.
Mentre, da un lato, il progetto della Blackburn ottenne un ordine per 442 aerei (che avrebbero successivamente espresso prestazioni al di sotto delle aspettative in ragione della scarsa potenza dei propri propulsori) dall'altro il Bristol Type 152, battezzato Beaufort a ricordare la figura del Duca di Beaufort, venne ordinato in 78 esemplari nell'agosto del 1936. Anche in questo caso i primi calcoli evidenziarono che i motori previsti dalla specifica (i radiali Bristol Perseus) non avrebbero garantito potenza sufficiente
in relazione al peso del velivolo, perciò venne proposta la loro sostituzione con due nuovi Bristol Taurus, la cui produzione in serie non era all'epoca ancora stata autorizzata.
Il primo prototipo del Beaufort, dotato dei motori Taurus, venne portato in volo solo il 15 ottobre del 1938 ed evidenziò una serie di inconvenienti la cui risoluzione ne ritardarono l'entrata in servizio operativo, che avvenne solamente a partire dal mese di gennaio del 1940 nel 22° Squadron del Coastal Command.
Nel frattempo il progetto del Beaufort attirò l'attenzione delle autorità australiane che ne negoziarono la produzione su licenza: vennero quindi individuati due siti industriali (uno situato nei pressi di Melbourne e l'altro vicino a Sydney) nei quali, sotto il coordinamento del Department of Aircraft Production (DAP), fu realizzata la produzione dei Beaufort australiani; questi velivoli si caratterizzavano per l'impiego di motori Pratt & Whitney Twin Wasp (a loro volta costruiti su licenza in loco) e vennero indicati con specifiche sigle identificative (da Mk.V a Mk.IX).

## Tecnica

### Struttura

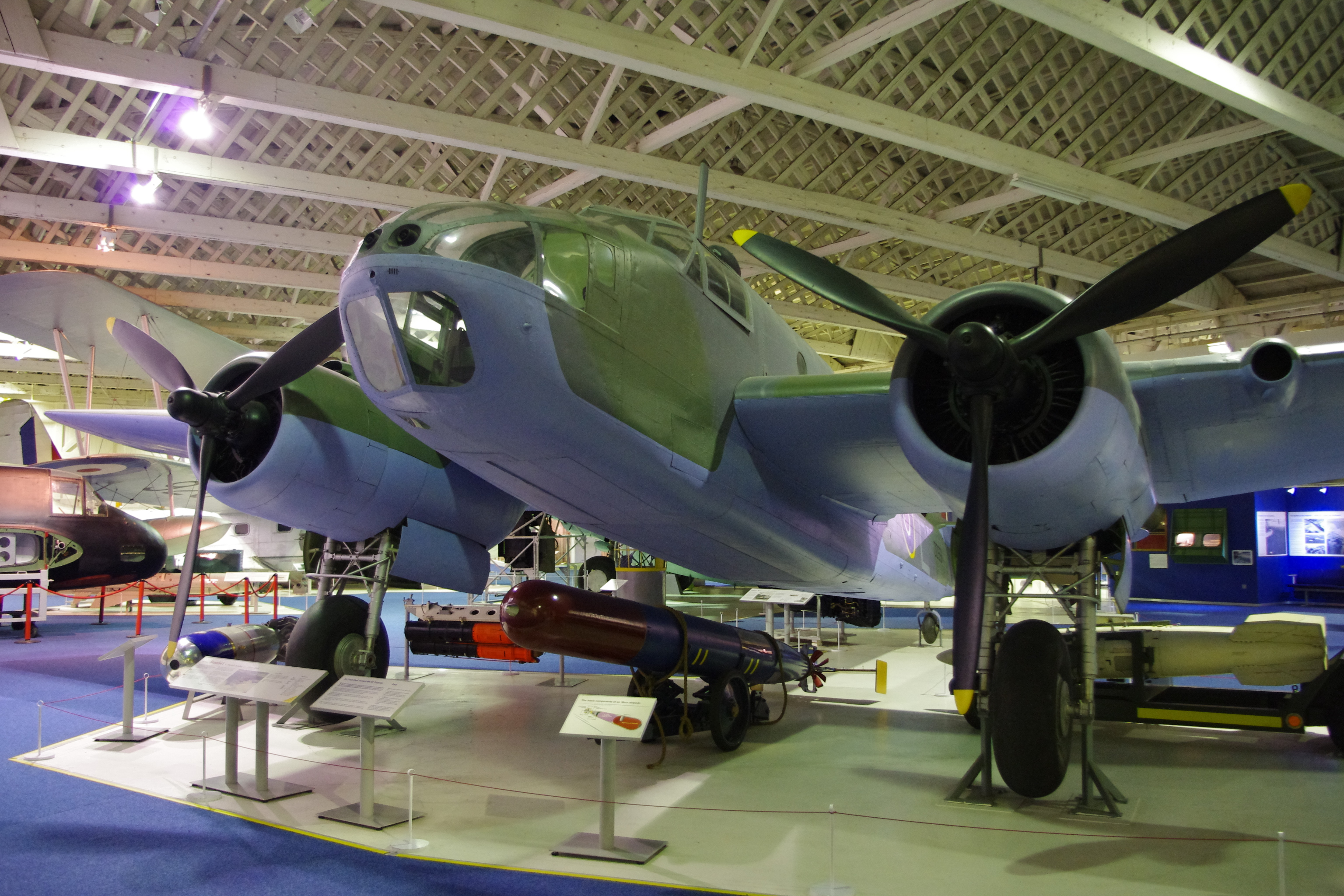
Un Beaufort esposto al museo RAF di Hendon. Si noti il siluro sotto il ventre della fusoliera.

Il Bristol Type 152 era un velivolo di costruzione interamente metallica con struttura di tipo semi-monoscocca. Il suo aspetto riprendeva quello dei precedenti Blenheim e Bolingbroke realizzati dalla Bristol negli anni immediatamente precedenti tanto che, per diverso tempo (prima che i dati sul nuovo velivolo fossero resi pubblici), si riteneva che il Beaufort fosse un semplice sviluppo del bombardiere leggero Blenheim.
Caratterizzato dalla fusoliera dal pronunciato sviluppo verticale, causato dalla necessità di alloggiare quattro membri d'equipaggio (oltre al pilota, un navigatore, un mitragliere, un addetto alle comunicazioni radio), presentava ala media e impennaggi di tipo classico.
Il carrello d'atterraggio era di tipo triciclo posteriore, con gli elementi principali che venivano retratti all'interno delle gondole dei motori; il ruotino posteriore era di tipo fisso.

### Motore
Il progetto del Beaufort nacque da una specifica che richiedeva l'impiego di due motori Bristol Perseus (radiali a 9 cilindri) che furono tuttavia scartati per l'insufficiente potenza erogata, in relazione al peso complessivo del velivolo.
La soluzione scelta dallo staff tecnico della Bristol vedeva l'impiego di più potenti motori Taurus (radiali a 14 cilindri, all'epoca in fase di realizzazione avanzata, ma non ancora pienamente operativi).
Le versioni di produzione australiana vennero modificate per l'impiego di un altro tipo di motore radiale: in questo caso, poiché costruito localmente su licenza, si optò per i Pratt & Whitney R-1830 Twin Wasp.
Lo stesso tipo di unità motrici venne installato anche sugli esemplari della serie Mk.II realizzati nel Regno Unito; un'altra soluzione alternativa (che non ebbe comunque seguito produttivo) fu quella ipotizzata con l'impiego dei motori a V Rolls-Royce Merlin per la variante Mk.III.

### Armamento
La dotazione iniziale del Beaufort prevedeva l'impiego di cinque mitragliatrici in calibro .303: due Vickers K  posizionate all'estremità anteriore della fusoliera, due Vickers K nella postazione dorsale (rivolte in senso contrario a quello di volo) ed una Browning .303 Mark II.
I carichi di caduta previsti erano un siluro da 18 pollici del peso di circa 1 600 lb (pari a 728 kg) oppure carichi di caduta (bombe o mine navali) per 1 500 lb (680 kg).
Le versioni più recenti del Beaufort furono dotate di armamento potenziato a sette mitragliatrici(due Vickers K in caccia, due in torretta dorsale, una sparante dai portelloni; una Browning alare) così come, grazie alla maggior potenza disponibile delle più recenti versioni dei propulsori, i carichi offensivi raggiunsero anche le 2 000 lb (907 kg).

### Sistemi
Per i compiti di ricognizione veniva impiegata una foto-mitragliatrice (disposta in corrispondenza della porta d'accesso alla cabina di pilotaggio) ed altre nella fusoliera, controllate dal mitragliere alloggiato posteriormente. Sui velivoli di ultima realizzazione fu installato un radar ASV Mk.II.

## Impiego operativo
Il Beaufort, come detto, entrò in servizio con il Coastal Command all'inizio del 1940, assegnato al 22° Squadron di base presso Thorney Island (West Sussex); la prima missione operativa del reparto fu compiuta nella notte tra il 15 ed il 16 aprile con il lancio di mine in acque nemiche. Già il mese successivo però, venne disposto il fermo di tutti i velivoli in servizio al fine di consentire modifiche ai motori.
In maggio iniziò gli attacchi contro bersagli a terra e in mare, impiegando per la prima volta il 7 dello stesso mese la bomba perforante da 900 kg. La prima missione di siluramento fu compiuta con successo il 18 settembre; da ottobre i Beaufort fecero uso anche di mine magnetiche adattate a colpire obbiettivi terrestri in attesa delle nuove HC distribuite dall'ottobre 1940. I Beaufort divennero degli specialisti nell'attacco ai porti e al traffico navale nell'Europa Settentrionale, ottenendo buoni risultati contro l'incrociatore da battaglia Gneisenau, prima con i campi minati e in seguito colpendolo con un siluro a Brest. I Beaufort furono anche impiegati nella caccia alla corazzata Tirpitz e furono inoltre distaccati a Malta con lo scopo di ostacolare le unità della Regia Marina.

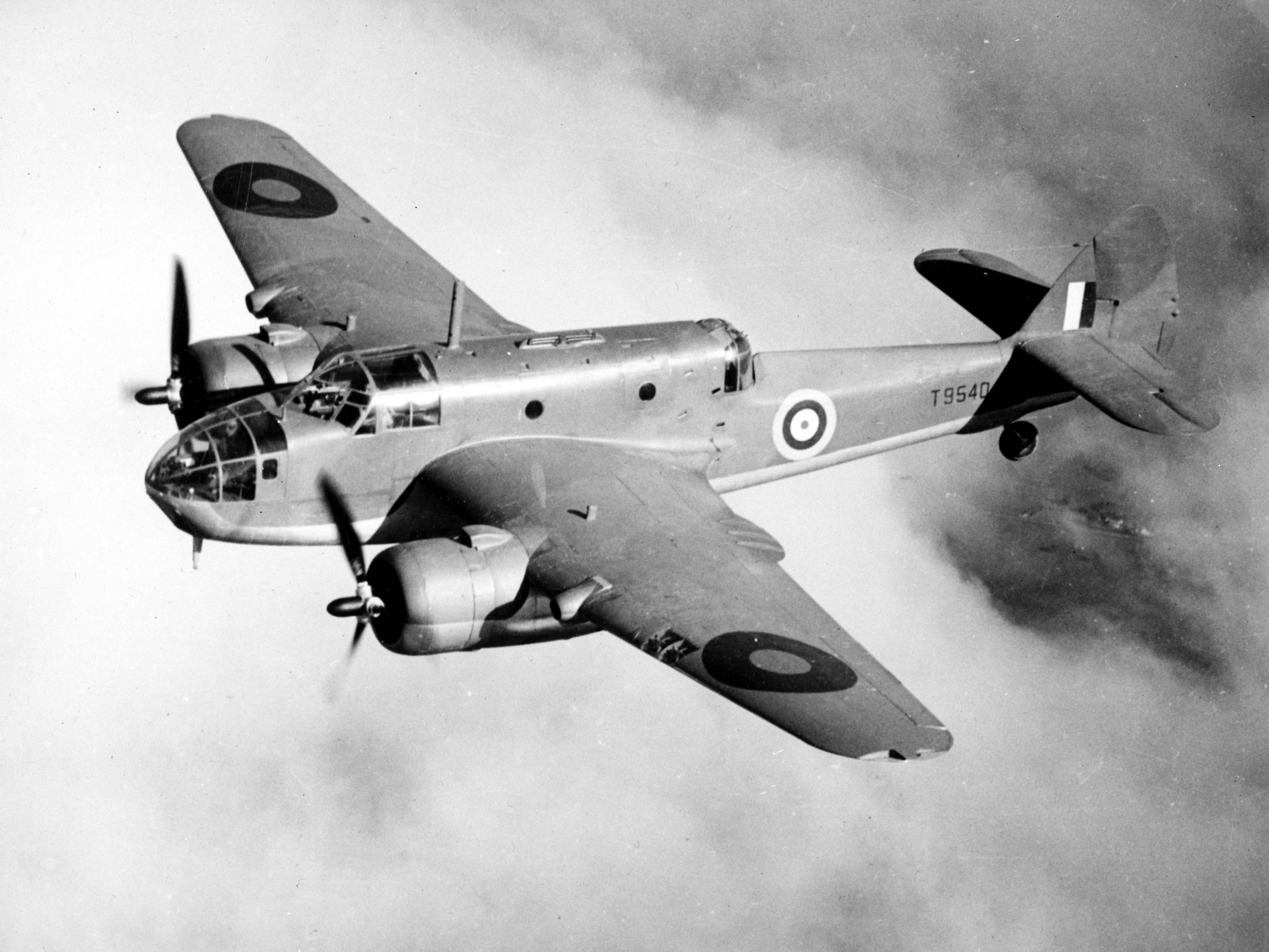
Un Bristol Beaufort Mk.V in volo nei cieli dell'Australia

Tra il 1943 ed il 1946 i Beaufort vennero impiegati anche dalla Fleet Air Arm: si trattò in totale di 104 apparecchi (nelle versioni Mk.IA, Mk.II ed Mk.II (T) che furono assegnati a cinque diversi Squadron; rimasero in servizio fino al settembre del 1945, tranne i velivoli destinati all'addestramento che furono radiati solo negli ultimi mesi del 1946.
I Beaufort australiani, cui fu assegnata la denominazione locale di A9, entrarono in servizio il 28 febbraio 1942 ed ebbero un impiego molto intenso, ottenendo buoni risultati contro il naviglio giapponese, anche se registrarono un tasso di perdite molto alto. I Beaufort della RAAF continuarono ad operare anche a guerra finita, con voli di ricognizione per localizzare i campi di prigionia giapponesi e lanciare volantini con inviti alla resa per gli irriducibili.
Dopo una campagna di irrorazione contro le locuste nel 1947, tra l'Agosto 1949 ed il febbraio 1953 furono radiati anche gli ultimi esemplari ancora in servizio.
La RAF e la RAAF non furono le sole utilizzatrici del Beaufort: 6 Mk.I, infatti, tra l'Agosto e l'Ottobre del 1941, furono in carico alla RNZAF neozelandese, ma senza alcun impiego operativo. Anche la RCAF canadese ebbe nei propri reparti i Beaufort, assumendo il controllo della 32ª Operational Training Unit della RAF a Vancouver e poi formando con 12 di essi il 149° Squadron che, tuttavia, non svolse missioni belliche. Dal febbraio 1942 18 Beaufort servirono nella SAAF sudafricana e presero parte alle operazioni per l'occupazione di Diego Suarez. Infine, nel 1943, il governo turco ordinò 21 Beaufort; nel 1947 alcuni superstiti Mk.IIA turchi furono trasformati in addestratori per preparare il personale destinato ai Beaufighter Mk.X. Gli ultimi esemplari in servizio vennero radiati prima della fine del 1950.

## Versioni
Il Beaufort fu costruito in circa 2 100 esemplari, di cui 700 realizzati in Australia. Il numero dei velivoli prodotti nel Regno Unito non trova riscontri unanimi nelle fonti reperite: a fronte di un numero preciso di 1 380 velivoli si trovano anche indicati genericamente "più di 1 200".
- Beaufort Mk.I: versione iniziale, con motori Taurus VI da 1 130 hp; un secondo lotto produttivo, dotato di motori Taurus XII o XVI e dotato di radar di scoperta ASV Mk.II era denominato GR Mk.IA. Primo volo il 15 ottobre 1938; 965 esemplari costruiti[8].
- Beaufort Mk.II: versione realizzata con l'impiego di cellule di Mk.I equipaggiate con motori Pratt & Whitney R-1820-S3C4G Twin Wasp. Introduceva anche l'opzione di una mitragliatrice Browning nell'ala destra. Il prototipo volò il 9 novembre 1940 ed il primo Mk.II di serie vide la luce il 17 agosto 1941; costruito in 415 esemplari[8].
  - Beaufort Mk.II (T): gli ultimi 250 Mk.II furono completati come addestratori, privi della torretta dorsale.
- Beaufort Mk.III: progetto di modifica del Mk.I con motori Rolls-Royce Merlin XX, raffreddati a liquido. Versione rimasta allo stadio progettuale.
- Beaufort Mk.IV: un esemplare Mk.II fu modificato con l'installazione due motori Taurus XX da 1 250 hp e una torretta dorsale Bristol B.XV con quattro mitragliatrici da 7,7 mm.
- DAP Beaufort Mk.V: prima versione costruita su licenza dalla Bristol Beaufort Division dell'Australian Department of Aircraft Production, negli stabilimenti di Mascot e Fishermen's Bend. Un Mk.I servì da prototipo e fu rimotorizzato con due Twin Wasp, volando in questa forma il 5 maggio 1941, seguito dal primo di 50 esemplari di serie il 22 agosto 1941[3]. Successivamente furono prodotti 30 Mk.VA[3], costruiti nel 1942 con eliche Curtiss anziché Hamilton Standard.
- DAP Beaufort Mk.VI: seconda versione (40 esemplari[3]) costruita in Australia con motori Twin Wasp, eliche Curtiss e deriva di maggior superficie.
- DAP Beaufort Mk.VII: lotto di 60 esemplari[3] corrispondente ai precedenti, ma dotati di eliche Hamilton Standard.
- DAP Beaufort Mk.VIII: ultima versione di serie prodotta su licenza in Australia, con motori Pratt & Whitney R-1820-S3C4G, torretta dorsale B.I Mk.V sostituita con la B.I Mk.VE di produzione locale, armata con due Browning da 12,7 mm; impiegava sistema di navigazione per grandi distanze LORAN e maggior capacità di carburante. Consegnati a partire dal novembre 1943, per un totale di 520 esemplari prodotti[3].
- DAP Beaufort Mk.IX: lotto di 46[3] Mk.VIII convertiti come aerei da trasporto con dorso della fusoliera ridisegnato, privi di armamento e dotati di posti per 9 passeggeri.

## Utilizzatori

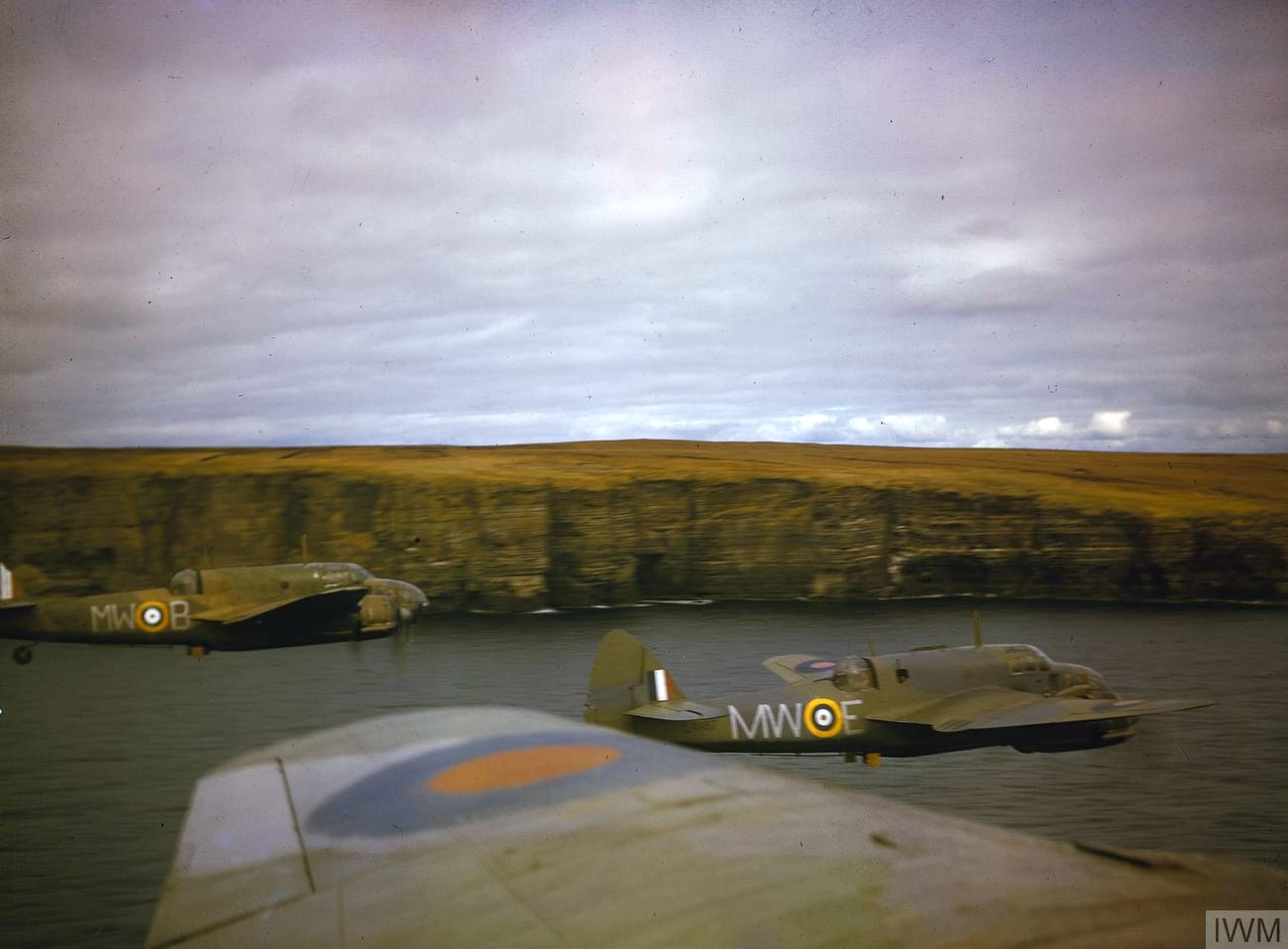
Foto a colori, 1942.

Australia
- Royal Australian Air Force

 Canada
- Royal Canadian Air Force

 Nuova Zelanda
- Royal New Zealand Air Force

 Regno Unito
- Royal Air Force
  - Royal Air Force Coastal Command
- Fleet Air Arm

 Sudafrica
- South African Air Force

 Turchia
- Hava Müsteşarlığı

### Pubblicazioni
- (EN) Tony Buttler, Bristol Beaufort, in Warpaint Series, n. 50, ISSN 1363-0369 (WC · ACNP).
- (EN) Ken Delve, Beaufort Weather: Mediterranean anti-shipping strikes by 39 Squadron, in Air Enthusiast, n. 65, settembre/ottobre 1996,  pp. 26-39, ISSN 0143-5450 (WC · ACNP).